# Squadre di ginnastica ritmica ai Giochi della XXX Olimpiade
Di seguito l'elenco delle ginnaste convocate per i Giochi della XXX Olimpiade.

## Formazioni
Note: in corsivo le riserve.
| Bielorussia          |                  |
| Ginnasta             | Data di nascita  |
| Maryna Hančarova     | 27 febbraio 1990 |
| Anastasija Ivan'kova | 22 novembre 1991 |
| Natal'ja Leščyk      | 25 luglio 1995   |
| Aljaksandra Narkevič | 22 dicembre 1994 |
| Ksenija Sankovič     | 27 febbraio 1990 |
| Alina Tumilovič      | 21 aprile 1990   |

| Bulgaria            |                   |
| Ginnasta            | Data di nascita   |
| Reneta Kamberova    | 12 settembre 1990 |
| Mihaela Maevska     | 4 ottobre 1990    |
| Cvetelina Najdenova | 28 aprile 1994    |
| Elena Todorova      | 1º luglio 1994    |
| Hristijana Todorova | 28 novembre 1994  |
| Katrin Velkova      | 16 agosto 1991    |

| Canada              |                  |
| Ginnasta            | Data di nascita  |
| Katrina Cameron     | 9 maggio 1995    |
| Rose Cossar         | 4 luglio 1991    |
| Alexandra Landry    | 10 febbraio 1994 |
| Anastasiya Muntyanu | 13 ottobre 1994  |
| Anjelika Reznik     | 25 giugno 1995   |
| Kelsey Titmarsh     | 27 dicembre 1993 |

| Germania        |                   |
| Ginnasta        | Data di nascita   |
| Mira Bimperling | 31 marzo 1994     |
| Judith Hauser   | 23 settembre 1992 |
| Nicole Muller   | 14 novembre 1994  |
| Camilla Pfeffer | 24 gennaio 1993   |
| Cathrin Puhl    | 4 aprile 1994     |
| Sara Radman     | 20 luglio 1993    |

| Giappone         |                 |
| Ginnasta         | Data di nascita |
| Natsuki Fukase   | 10 marzo 1994   |
| Airi Hatakeyama  | 16 agosto 1994  |
| Rie Matsubara    | 21 ottobre 1993 |
| Rina Miura       | 9 maggio 1994   |
| Nina Saeedyokota | 2 marzo 1994    |
| Kotono Tanaka    | 18 agosto 1991  |

| Gran Bretagna   |                  |
| Ginnasta        | Data di nascita  |
| Georgina Cassar | 9 settembre 1993 |
| Jade Faulkner   | 21 dicembre 1993 |
| Francesca Fox   | 13 giugno 1992   |
| Lynne Hutchison | 10 novembre 1994 |
| Louisa Pouli    | 29 gennaio 1993  |
| Rachel Smith    | 3 gennaio 1993   |

| Grecia              |                   |
| Ginnasta            | Data di nascita   |
| Elenī Doika         | 15 novembre 1995  |
| Alexia Kyriazī      | 15 dicembre 1995  |
| Eudokia Loukagkou   | 26 settembre 1995 |
| Stauroula Samara    | 8 luglio 1994     |
| Vasilikī Zachou     | 24 aprile 1994    |
| Marianthī Zafeiriou | 29 gennaio 1994   |

| Israele           |                  |
| Ginnasta          | Data di nascita  |
| Moran Buzovski    | 23 marzo 1992    |
| Viktoriya Koshel  | 14 aprile 1991   |
| Noa Palatchy      | 24 maggio 1994   |
| Marina Shults     | 18 dicembre 1994 |
| Polina Zakaluzny  | 21 febbraio 1992 |
| Eliora Zholkovski | 5 marzo 1993     |

| Italia             |                  |
| Ginnasta           | Data di nascita  |
| Elisa Blanchi      | 13 ottobre 1987  |
| Romina Laurito     | 4 maggio 1987    |
| Marta Pagnini      | 21 gennaio 1991  |
| Elisa Santoni      | 10 dicembre 1987 |
| Anželika Savrajuk  | 23 agosto 1989   |
| Andreea Stefanescu | 13 dicembre 1993 |

| Russia                 |                  |
| Ginnasta               | Data di nascita  |
| Anastasija Bliznjuk    | 28 giugno 1994   |
| Ul'jana Donskova       | 24 agosto 1992   |
| Ksenija Dudkina        | 25 febbraio 1995 |
| Alina Makarenko        | 14 gennaio 1995  |
| Anastasija Nazarenko   | 17 gennaio 1993  |
| Karolina Sevast'janova | 25 aprile 1995   |

| Spagna             |                   |
| Ginnasta           | Data di nascita   |
| Loreto Achaerandio | 13 settembre 1991 |
| Sandra Aguilar     | 9 agosto 1992     |
| Elena López        | 4 ottobre 1994    |
| Lourdes Mohedano   | 17 giugno 1995    |
| Alejandra Quereda  | 24 luglio 1992    |
| Lidia Redondo      | 7 marzo 1992      |

| Ucraina            |                  |
| Ginnasta           | Data di nascita  |
| Olena Dmytraš      | 1º dicembre 1991 |
| Jevhenija Homon    | 25 marzo 1995    |
| Valerija Hudym     | 1º marzo 1995    |
| Viktorija Lenyšyn  | 25 maggio 1991   |
| Viktorija Mazur    | 15 ottobre 1994  |
| Svitlana Prokopova | 3 gennaio 1993   |